# Yokdzonot (Yaxcabá)
Yokdzonot es una localidad del municipio de Yaxcabá en Yucatán, México.

## Toponimia
El nombre (Yokdzonot) proviene del idioma maya y significa cenote (dzonot) de Yok (patronímico).

## Demografía
Según el censo de 2005 realizado por el INEGI, la población de la localidad era de 816 habitantes, de los cuales 437 eran hombres y 379 mujeres.
| 51                          | 593 | 866 | 1063 | 783 | 936 | 738 | 837 | 816 |
| (Fuente: INEGI [Consultar]) |     |     |      |     |     |     |     |     |